# Hester Wilhelmina Callenburgh Baartmans
Hester Wilhelmina Callenburgh Baartmans (geboren 1739 in Utrecht; gestorben 20. Mai 1826 ebenda) war eine niederländische Dichterin.

## Leben
Hester Wilhelmina Callenburgh Baartmans wurde 1739 als Tochter Gerard Callenburgh Baartmans (gestorben 1757) und Johanna Wilhelmina Gravia (gestorben 1777) geboren. Sie hatte acht Geschwister und die Familie lebte zunächst vermutlich in Vianen, wo der Vater Deichvogt und Kämmerer war, bis er 1757 starb. Der Pflichtteil des Nachlasses seiner inzwischen acht Kinder, eines war zwischenzeitlich auf verstorben, belief sich auf 6400 Gulden, was darauf schließen lässt, dass er nicht mittellos war. Nach seinem Tod lebte die Familie in Utrecht.
Das älteste bekannte Gedicht von Hester Wilhelmina Callenburgh stammt aus dem Jahr 1762. Es trug den Titel ein „Segen“ und sie hatte es zur Hochzeit ihrer Schwester Antonia Johanna mit Engelbert Kelderman, dem Stadtrat von Vianen verfasst. Jeder einzelne Vers ist von Frömmigkeit durchdrungen, und das gilt auch für alles, was sie danach schrieb. Es folgte ein Segen bei der Hochzeit des Pfarrers Hubertus Swanenburg und Richardina Croonenberg (1768) und ein Trauerlied für eben diesen Swanenburg im Jahr 1772. 1777 starb Hester Wilhelminas Mutter. Die Erben, es lebten zu er Zeit fünf Töchter und zwei Söhne, konnten ein beträchtliches Erbe unter sich aufteilen.
Ihr zunächst letztes Werk war eine Klage über den Tod des Predigers Michaël Buys im Jahr 1781. Danach veröffentlichte sie mehrere Jahre lang keine Werke, bis 1794 eine Gedichtsammlung unter dem schlichten Titel „Poems“ erschien. In ihm befindet sich ein „Lob auf den Tod des Messias“ sowie den Abschnitten „Vaterlandslieder“, „Verschiedene Lieder“ und „Lieder“. Im ersten Abschnitt finden sich Gedichte über Ereignisse während des Vierten Englischen Kriegs und er endet mit einer „Danksagung aus den Niederlanden für den Sieg bei der Doggerbank über die englische Flotte“ (1781). Im Abschnitt „Lieder“ werden zeitgenössische Ereignisse in den südlichen Niederlanden dargestellt, beginnend mit dem „Holländischen Notschrei bei der Invasion der Franzosen“ (1793) und endend mit einem „Lobeslied für die vollständige Vertreibung der Franzosen aus den Niederlanden“, ebenfalls 1793. Der Zwischenteil „Verschiedene Lieder“ enthält unbetitelte, sehr fromme Gedichte, in denen Leben, Glaube und Natur eine untrennbare Einheit bilden.
Nach der Veröffentlichung dieser Sammlung, schrieb Hester Wilhelmina Callenburgh nur noch einzelne Gedichte, wie ein Dankesgedicht zum 50-jährigen Dienstjubiläum des Pfarrers Jacobus Hinlopen im Jahr 1801 und eine Klage und Trostlied, als er 1803 starb. Ein Gedicht zum Erntedank- und Gebetstag 1804 und Gedanken zum Tod des Predigers Gerardus Masman im Jahr 1812.
Hester Wilhelmina Callenburgh Baartmans starb am 22. Mai 1826 in Utrecht, der Stadt, in der sie wahrscheinlich ihr ganzes Leben verbrachte, sie blieb unverheiratet.